# Georges Le Monnier
Georges Le Monnier (ur. 4 marca 1843 w Bordeaux, zm. 10 czerwca 1931 w Nancy) – francuski naukowiec.
W 1863 r. ukończył École Normale Supérieure, w 1866 został laborantem fizyki, w 1873 doktorem nauk ścisłych. Od 1866 był nauczycielem w Lycée de Niort, od 1869 wykładowcą w École Normale Supérieure, w 1874 był nauczycielem fizyki w liceum w Pau, wykładowcą botaniki i zoologii na wydziale nauk ścisłych w Besançon, od 1877 wykładowcą botaniki na wydziale nauk ścisłych na Uniwersytecie w Nancy. W 1877 uzyskał tytuł profesora, w 1912 profesora honorowego.
Przez całą swoją karierę zajmował się kwestiami społecznymi i pedagogiką. Jest autorem wielu publikacji. W latach 1892–1900 był zastępcą burmistrza Nancy i otworzył pierwszą szkołę średnią dla dziewcząt w Nancy i jedną z pierwszych we Francji. Był bardzo bliskim przyjacielem Auguste’a Dauma (francuskiego ceramika) i Émile Gallé (artysty i projektanta zajmującego się szkłem). Ten ostatni napisał w jednym ze swoich notatników: „M. Le Monnier, profesor botaniki na Wydziale Nauk w Nancy, wygłosił w 1877 r. wykład na temat ruchu darwinowskiego dla bardzo zróżnicowanej publiczności, zarówno płci męskiej, jak i żeńskiej. Pan Le Monnier postawił sobie zadanie, które byłoby trudne dla kogokolwiek innego niż on. W ciągu jednej godziny wykładu panu Le Monnierowi udało się przybliżyć szeroki ruch darwinowski zróżnicowanej publiczności, tak aby publiczność, niezależnie od jej inteligencji, nie odczuwała nudy ani zmęczenia. M. Le Monnier poradził sobie z tym zadaniem z godną podziwu łatwością, lekkością i wdziękiem. Profesor potrafił zachować się naukowo, a wykładowca urzekał bardzo różnorodną publiczność swoim darem przejrzystości, prostoty, elegancji, którymi wyróżnia się przemówienie profesora, wykładowcy posiadane w najwyższym stopniu.”.
W naukowych nazwach utworzonych przez niego taksonów dodawany jest skrót jego nazwiska G. Le Monn. Uhonorowano go nadając jednemu z rodzajów grzybów nazwę Lemonniera.